# Acroaspis
Genre
Acroaspis est un genre d'araignées aranéomorphes de la famille des Araneidae.

## Distribution
Les espèces de ce genre se rencontrent en Australie et en Nouvelle-Zélande.

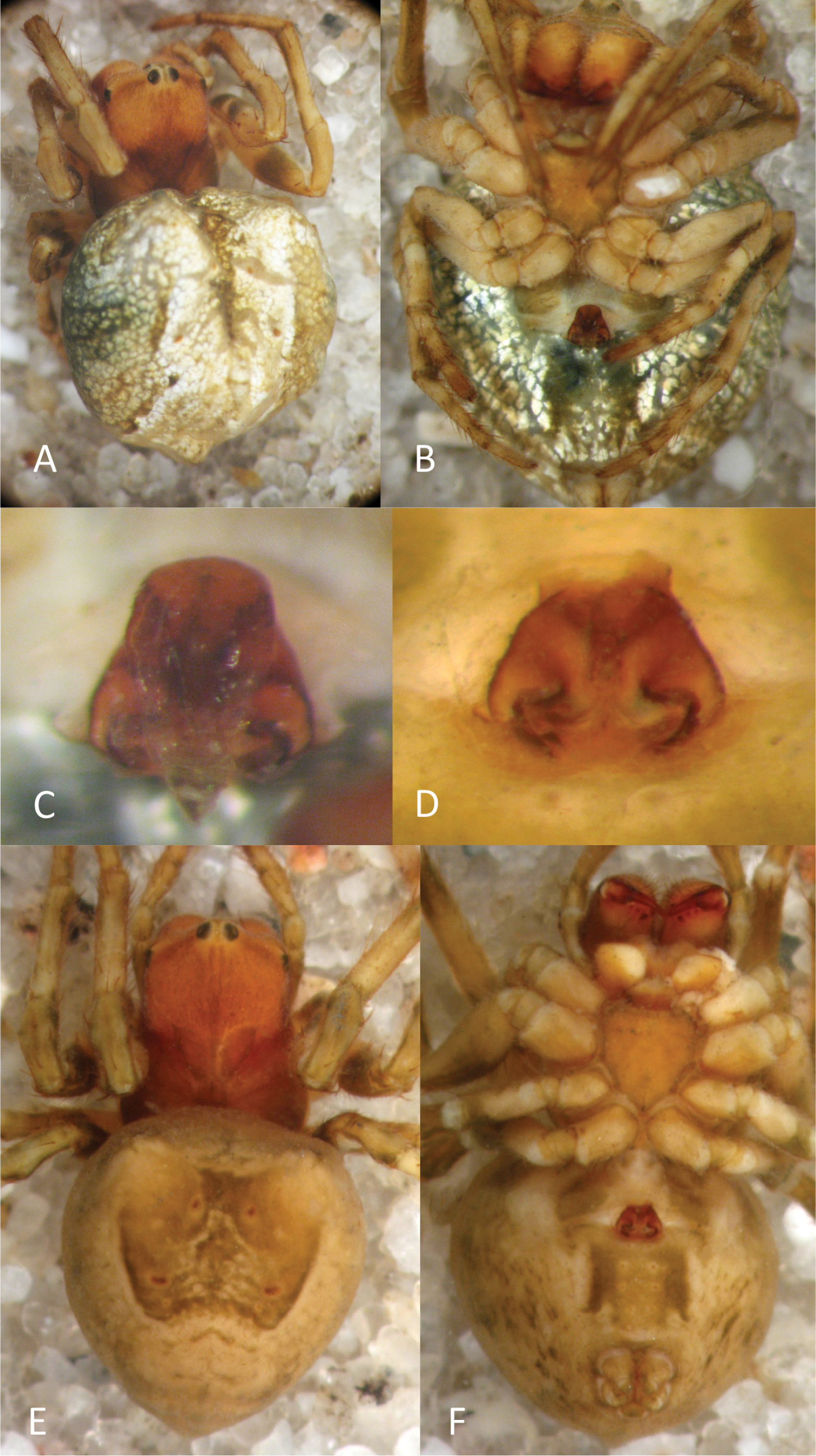
ABC Acroaspis mamillana et DEF Acroaspis scutifer

## Liste des espèces
Selon World Spider Catalog (version 26, 23/07/2025) :
- Acroaspis decorosa (Urquhart, 1894)
- Acroaspis lancearia (Keyserling, 1887)
- Acroaspis mamillana (Keyserling, 1887)
- Acroaspis olorina Karsch, 1878
- Acroaspis scutifer (Keyserling, 1886)

## Systématique et taxinomie
Ce genre a été décrit par Karsch en 1878.

## Publication originale
- Karsch, 1878 : « Exotisch-araneologisches, 2. » Zeitschrift für die gesammten Naturwissenschaften, vol. 51, p. 771-826.